# Municipio de Susticacán
El municipio de Susticacán es uno de los 58 municipios del estado mexicano de Zacatecas. Su cabecera es la localidad de Susticacán. Según el Censo de Población y Vivienda en una población de 1,365 habitantes, es el municipio menos poblado del estado. El municipio se localiza a 80 km de la capital estatal. Tiene una extensión territorial de 200 km² (0.26% de la superficie del estado).
Entre los lugares que delimita políticamente a Susticacán, tanto al norte como al este se encuentra el municipio de Jerez, al oeste los municipios de Valparaíso y Monte Escobedo y en la región sur está Tepetongo.

## Referencias

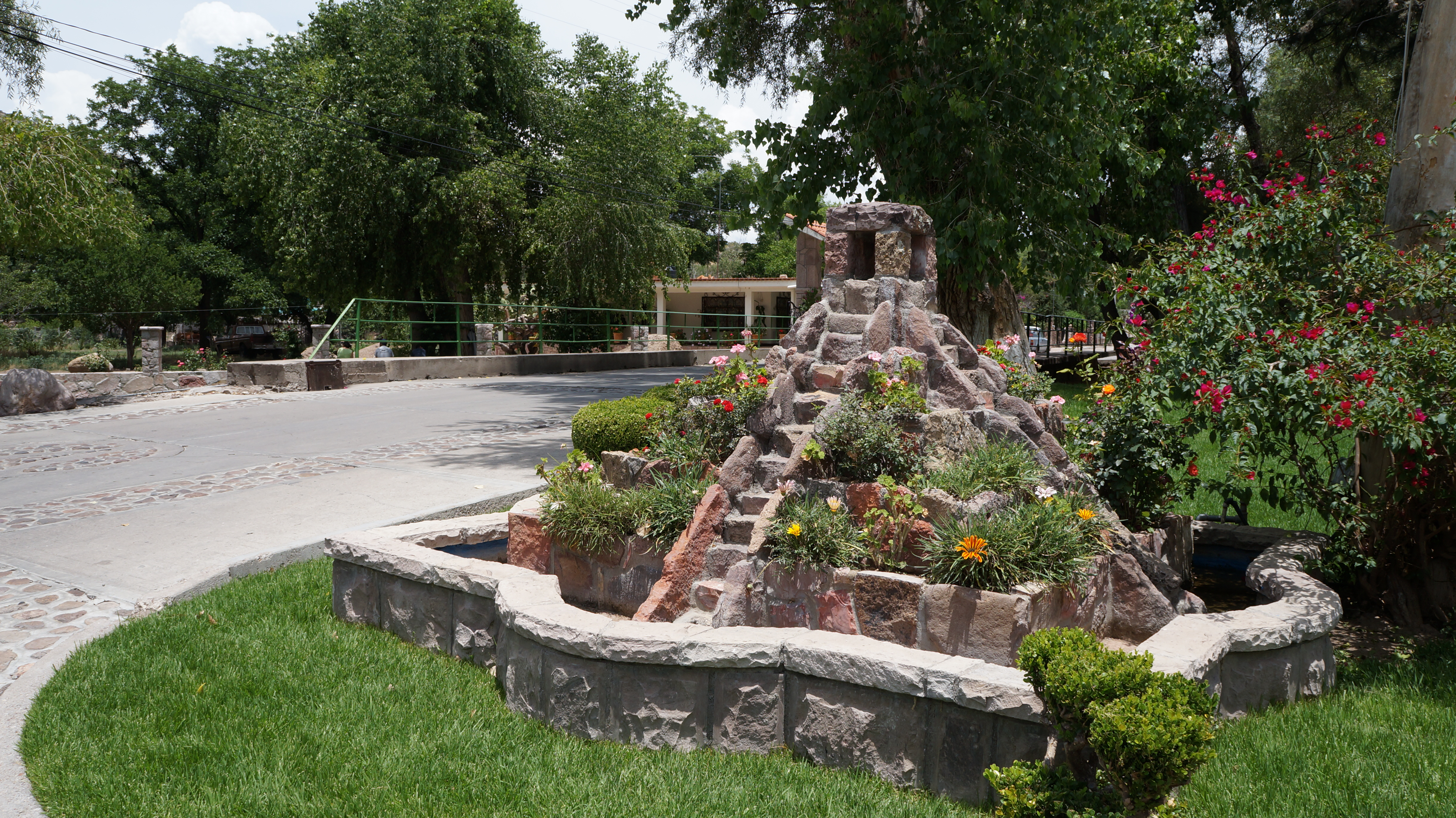
Muy bellos los jardines de la cabecera municipal.

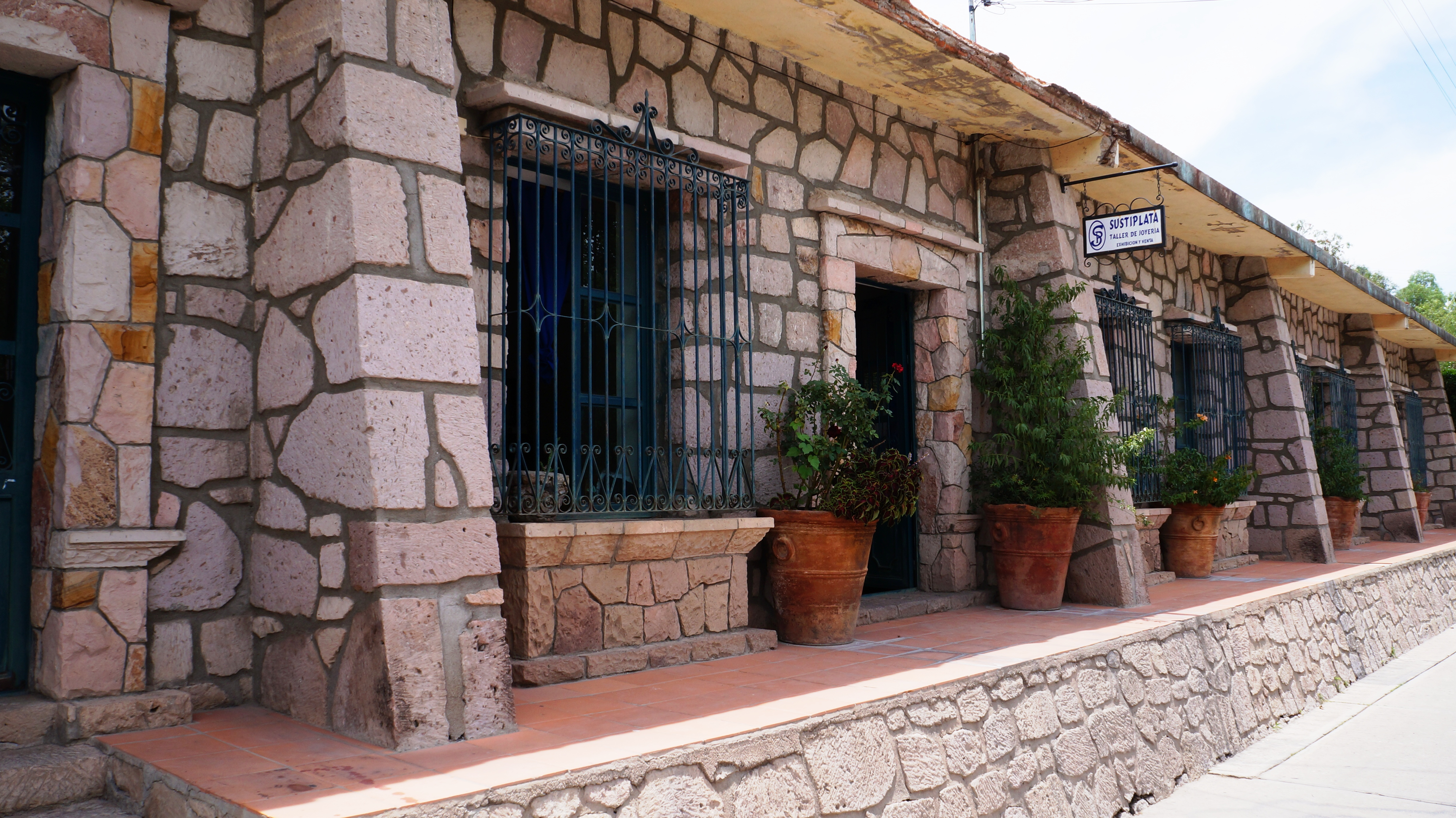
En su cabecera se pueden visitar un pequeño y rústico museo y un taller de plata.

## Geografía

### Municipios adyacentes
- Municipio de Valparaíso (norte)
- Municipio de Jerez (norte)
- Municipio de Tepetongo (sur)
- Municipio de Monte Escobedo (sur)

## Localidades
Según el Censo de Población y Vivienda 2020 las localidades más pobladas son:
| Localidad       | Población |
| Total Municipio | 1 365     |
| Susticacán      | 929       |
| El Chiquihuite  | 301       |
| Los Cuervos     | 117       |